# Чандел (округ)
Чандел (англ. Chandel) — округ в индийском штате Манипур. Образован 13 мая 1974 года. До 1983 года носил название Тенгноупал. Разделён на 4 подокруга. Административный центр — город Чандел. Важным торговым центром округа является город Морех. Площадь округа — 3313 км². По данным всеиндийской переписи 2001 года население округа составляло 118 327 человек. Уровень грамотности взрослого населения составлял 56,23 %, что немного ниже среднеиндийского уровня (59,5 %).